# Schloss Dretzel

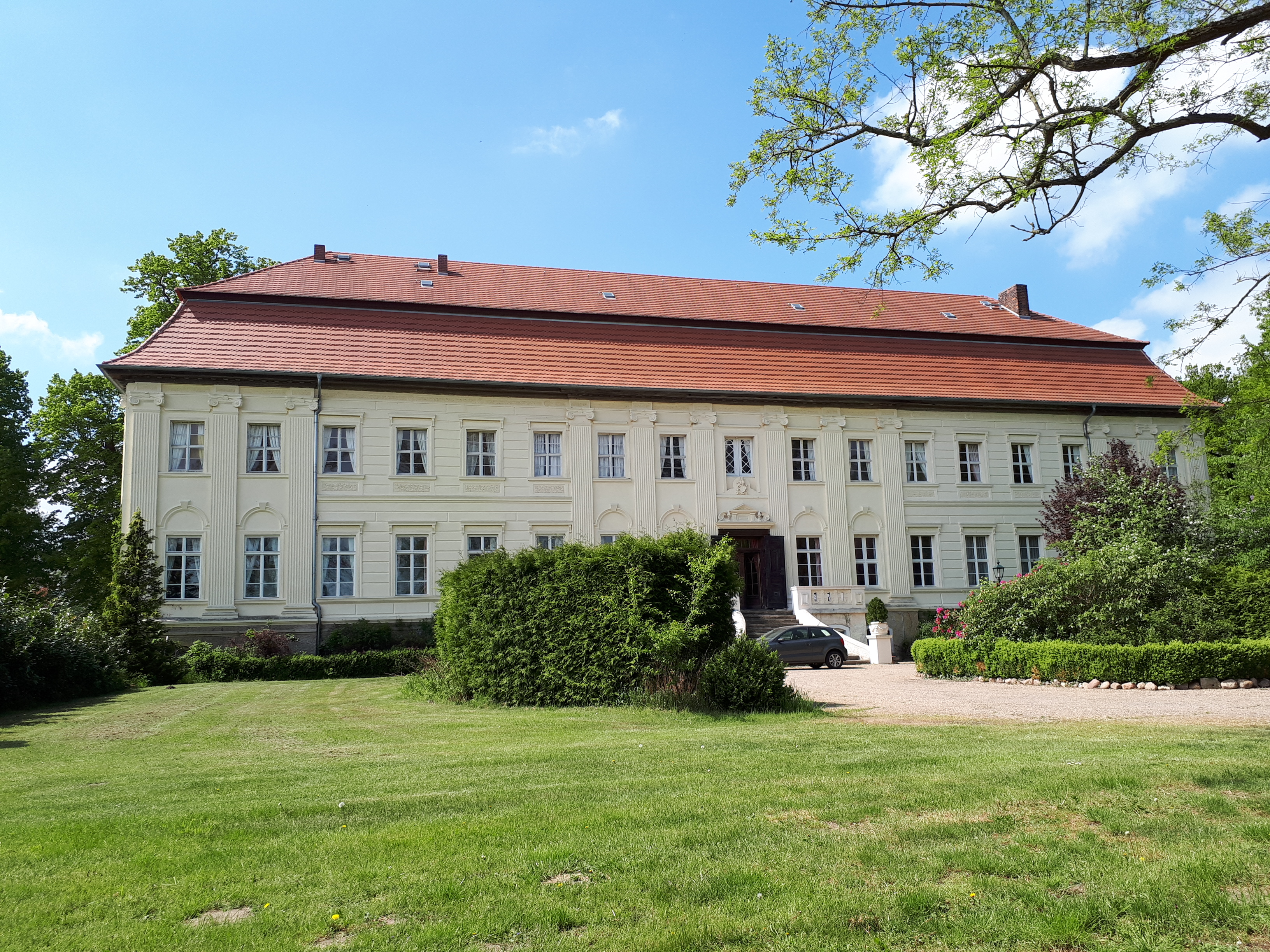
Schloss Ostseite

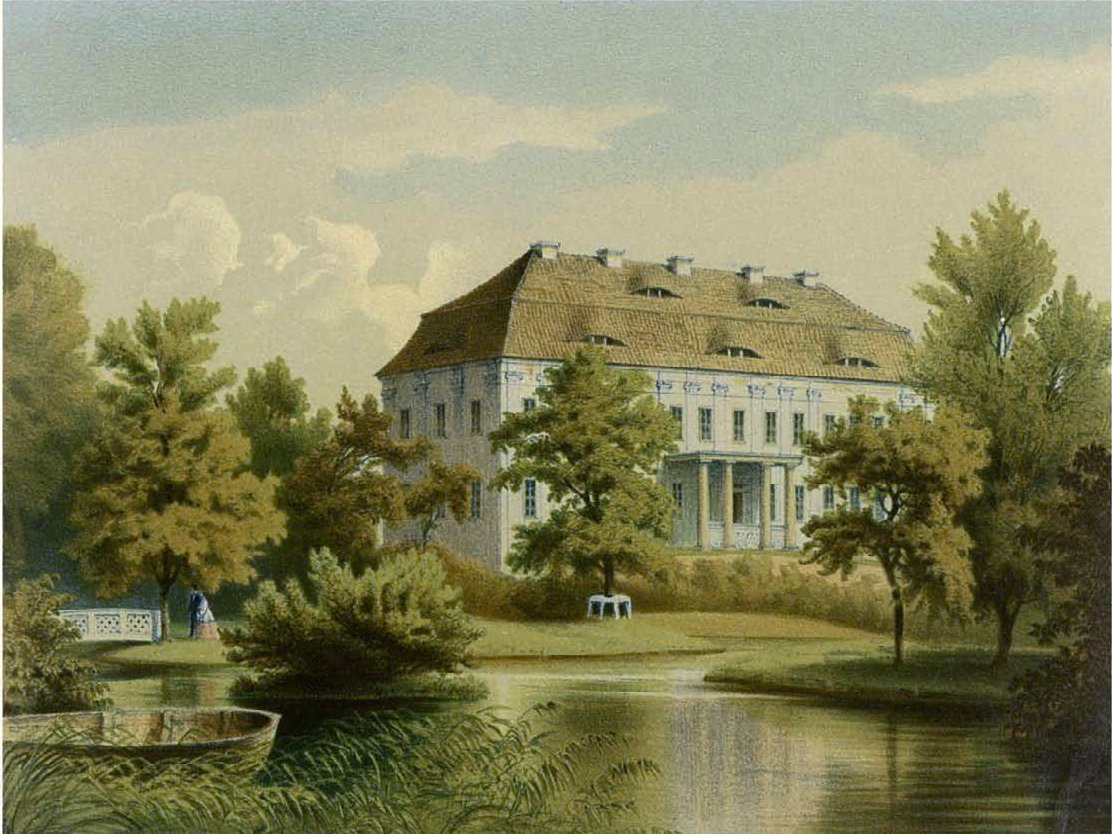
Schloss Dretzel um 1857/58, Sammlung Alexander Duncker

Schloss Dretzel (auch Herrenhaus Dretzel, Gutshaus Dretzel, Rittergut Dretzel) ist ein denkmalgeschütztes Bauwerk in Dretzel, einem Ortsteil der sachsen-anhaltischen Stadt Genthin in Deutschland. Im örtlichen Denkmalverzeichnis ist das Schloss unter der Erfassungsnummer 094 41317 als Baudenkmal verzeichnet.

## Geschichte
Im 14. Jahrhundert befand sich am Platz des heutigen Bauwerks bereits eine mittelalterliche Burganlage der Familie von Kracht. Die Burganlage wechselte mehrfach den Besitzer, bis sie 1790 in den Besitz der Familie Stilcke gelangte. Das klassizistische Schloss wurde in den Jahren 1807 bis 1810 im Auftrag des Kriegs- und Domänenrates Hermann Ludwig von Stilcke (1764–1835), errichtet anstelle des 1807 abgebrannten Vorgängerbaues. Der Vorfahre, Bankdirektor und Dechant zu Magdeburg Christian Hermann Stilcke, war erst 1786 mit dem Adelsdiplom für das Königreich Preußen ausgestattet worden. Über die Tochter Adelgunde von Stilcke-Dretzel (1798–1869) gelangte im Jahr 1835, nach dem Tod ihres Vaters, das Schloss in den Besitz der Familie ihres Ehemanns, dem preußischen Generalmajor Carl Heinrich von Ostau, da der einzige Sohn der Familie von Stilcke bereits im Alter von 31 Jahren verstorben war. Dretzel wurde so innerhalb der von Ostau weiter vererbt, zuerst an den Oberst und Rechtsritter des Johanniterordens Eugen von Ostau, verheiratet mit Anna von Zastrow-Örtmannsdorf. Ihm folgte kurzzeitig der sehr wohlhabende Politiker Hans von Ostau. Aus seiner 1894 geschlossenen Ehe mit Auguste von Sobbe ging Ludwig-Heinrich von Ostau-Dretzel hervor, er fiel als Oberleutnant 1939. Dessen Tochter Henriette erbte Gut Gränert. Dretzel bekam der minderjährige Hans-Fabian von Ostau (1934–2021).
Die Familie von Ostau wurde während der Bodenreform in der Sowjetischen Besatzungszone im Jahr 1945 enteignet. Von 1948 bis 1999 gehörte das Schloss der Gemeinde Dretzel, die bis zur Wende darin einen Kindergarten, eine Schule, einen Jugendclub und ein Wohnheim unterbrachte. Die zum Schloss gehörenden Ländereien wurden unter den Neubauern aufgeteilt. Von 1990 bis 1999 stand das Gebäude leer und wurde von Hans-Fabian von Ostau 1999 erworben. Er lebte zuletzt wieder in Dretzel. Heute befinden sich in dem Bauwerk Wohnungen und ein Trauzimmer sowie Räumlichkeiten für Feiern.

## Beschreibung
Das Schloss bildet mit Kirche, Kirchhof, Park und mit seinem Schlossteich eine gestalterische Einheit. Das Bauwerk ist bis heute in seiner ursprünglichen Gestalt erhalten, lediglich der ehemals überdachte westliche Eingang wurde 1954 durch eine Terrasse mit zwei Treppenaufgängen ersetzt. Das siebzehnachsige zweigeschossige verputzte Gebäude ruht auf einem übermannshohen Sockel und trägt ein Mansardwalmdach. Die Fassade ist durch leicht hervorgehobene Mittel- und Seitenrisalite aufgelockert, die ihrerseits mit kannelierten ionischen Pilastern geschmückt sind. Die Mehrzahl der Fenster besitzt ein hochrechteckiges Format, einige Fenster im Erdgeschoss sind mit einem rundbogigen Aufsatz versehen.
Zur Anlage gehören die östlich des Herrenhauses gelegenen barocken Wirtschaftsgebäude aus dem 18. Jahrhundert und dem 19. Jahrhundert. In der Parkanlage ist ein alter Baumbestand erhalten.